# HD 105852
HD 105852，又名CD-44 7845，SAO 223266、HR 4636，是一颗恒星，视星等为6.61，位于銀經295.54，銀緯16.87，其B1900.0坐标为赤經12h 5m 50.8s，赤緯-44° 16.87′ 59″。